# Naryjski Młyn
Naryjski Młyn – osada w Polsce położona w województwie warmińsko-mazurskim, w powiecie ostródzkim, w gminie Miłakowo.
W roku 1973 jako osada Naryjski Młyn należał do powiatu morąskiego, gmina Miłakowo, poczta Miłakowo. W latach 1975–1998 miejscowość administracyjnie należała do województwa olsztyńskiego. Miejscowość leży w historycznym regionie Prus Górnych.